# Світвотер (округ Маямі-Дейд, Флорида)
Світвотер (англ. Sweetwater) — місто (англ. city) в США, в окрузі Маямі-Дейд штату Флорида. Населення — 19 363 особи (2020).

## Географія
Світвотер розташований за координатами 25°45′55″ пн. ш. 80°22′25″ зх. д. / 25.76528° пн. ш. 80.37361° зх. д. (25.765238, -80.373715).  За даними Бюро перепису населення США в 2010 році місто мало площу 2,08 км², з яких 2,05 км² — суходіл та 0,03 км² — водойми. В 2017 році площа становила 6,22 км², з яких 5,88 км² — суходіл та 0,34 км² — водойми.

## Демографія
Згідно з переписом 2010 року, у місті мешкало 13 499 осіб у 4116 домогосподарствах у складі 3303 родин. Густота населення становила 6491 особа/км².  Було 4195 помешкань (2017/км²).
Расовий склад населення:
| - 92,4 % — білих - 1,8 % — чорних або афроамериканців - 0,5 % — азіатів - 0,2 % — корінних американців - 3,0 % — осіб інших рас |

До двох чи більше рас належало 2,1 %. Частка іспаномовних становила 95,5 % від усіх жителів.
За віковим діапазоном населення розподілялося таким чином: 18,5 % — особи молодші 18 років, 64,9 % — особи у віці 18—64 років, 16,6 % — особи у віці 65 років та старші. Медіана віку мешканця становила 41,6 року. На 100 осіб жіночої статі у місті припадало 94,1 чоловіків;  на 100 жінок у віці від 18 років та старших — 91,0 чоловіків також старших 18 років.
Середній дохід на одне домашнє господарство  становив 42 227 доларів США (медіана — 31 665), а середній дохід на одну сім'ю — 44 381 долар (медіана — 34 420). Медіана доходів становила 24 316 доларів для чоловіків та 21 988 доларів для жінок. За межею бідності перебувало 27,7 % осіб, у тому числі 37,3 % дітей у віці до 18 років та 34,6 % осіб у віці 65 років та старших.
Цивільне працевлаштоване населення становило 9425 осіб. Основні галузі зайнятості: роздрібна торгівля — 14,5 %, науковці, спеціалісти, менеджери — 14,0 %, освіта, охорона здоров'я та соціальна допомога — 13,8 %.